# Peter Vincent Bruyns
Peter Vincent Bruyns ( 1957 - ) es un matemático y botánico sudafricano. Se desempeña en el Herbario Bolus, Universidad de Ciudad del Cabo.

## Algunas publicaciones
- Endress, ME; PV Bruyns. A Revised Classification of Apocynaceae s.l. The Botanical Review 66 (1) : 1-56
- Bruyns, PV; AG Miller. 2009. Lectotypification of some Arabian Apocynaceae. Edinburgh J. Bot. 66 (01 ): 97-101 En línea

### Libros
- 2002. Monograph of Orbea & Ballyanthus, Apocynaceae, Asclepiadoideae, Ceropegieae. 196 pp. ISBN 0-912861-63-0

- 2005. Stapeliads of Southern Africa and Madagascar. Ed. South Africa: Umdaus Press. Dos vols. vi + 606 pp. 1.385 ilustr. ISBN 1-919766-37-5 & ISBN 1-919766-38-3 Resumen

## Honores
En su honor se han nombrado varias especies:
- (Aizoaceae) Conophytum bruynsii S.A.Hammer 1998
- (Aizoaceae) Scopelogena bruynsii Klak 2000
- (Aloaceae) Aloe bruynsii P.I.Forst. 2003
- (Aloaceae) Haworthia bruynsii M.B.Bayer 1981
- (Eriospermaceae) Eriospermum bruynsii P.L.Perry 1994
- (Euphorbiaceae) Euphorbia bruynsii L.C.Leach 1981

- La abreviatura «Bruyns» se emplea para indicar a Peter Vincent Bruyns como autoridad en la descripción y clasificación científica de los vegetales.[1]